# Arandisa
Arandisa is een monotypisch geslacht van spinnen uit de  familie van de Sparassidae (jachtkrabspinnen).

## Soort
- Arandisa deserticola Lawrence, 1938